# ویکتور باریو
ویکتور باریو (انگلیسی: ویکتور باریو; ۲۹ مهٔ ۱۹۸۷ – ۹ ژوئیهٔ ۲۰۱۶) گاوباز اهل اسپانیا بود که در حال حاضر برای ایکس در پست گراز بازی می‌کند. وی بین سال‌های ۲۰۰۸ تا ۲۰۱۶ میلادی فعالیت می‌کرد.

## زندگی اولیه
والدین باریو، که هر دو از او پیشی گرفتند، خوآکین باریو و استر هرنانز بودند.
طبق گفتهٔ اولین وکیل باریو، خوسه گالان ("خوسله")، باریو آموزش رسمی در زمینهٔ گاوبازی ندیده بود. او در مزارع محلی دربارهٔ این حرفه یاد گرفت و در واقع تا بیست سالگی هیچ‌گاه روبروی یک گاو ایستاده نبود. با این حال، حداقل یک منبع می‌گوید که باریو فارغ‌التحصیل مدرسهٔ گاوبازی «اسکویلا د تائورماکیا د "ال اسپینار"» در سگویا بوده‌است.

## مرگ
در ۹ ژوئیهٔ ۲۰۱۶، در جریان جشن‌های «واکیا دِل آنخل» (به معنی «گوسالهٔ فرشته» — فرشته، حامی شهر و فرشته نگهبان مقدس است) در تروئل، باریو همراه با کوررو واکزکز و مورینیتو د آراندا در برنامه حضور داشت. در آن زمان باریو ۲۹ سال داشت. او سومین گاو بعدازظهر را از گلهٔ لوس ماگنوس به وزن ۵۲۹ کیلوگرم دریافت کرد که نامش لورنزو بود، و این آخرین گاوی بود که باریو مقابل آن قرار گرفت. لورنزو ضربهٔ مرگباری به باریو زد و شاخش را عمیقاً به سینهٔ گاوباز فرو کرد. باریو ظرف چند دقیقه جان باخت. شاخ لورنزو از زیر بغل گاوباز عبور کرد، ریهٔ راست او را سوراخ کرد و آئورت توراسیک او را پاره کرد که منجر به خونریزی شدید و مرگ سریع شد. این نخستین بار در بیش از سی سال بود که یک گاوباز در اسپانیا در جریان یک «کوریدا» جان خود را از دست داد (به استثنای باندریلروها مانولو مونتولیو و رامون سوتو وارگاس که در ۱۹۹۲ درگذشتند) و پیش از باریو آخرین بار ژوزه کوبرو سانچز "ال ییو" در ۳۰ اوت ۱۹۸۵ در کولمنار ویخو، مادرید چنین اتفاقی را تجربه کرده بود. کل حادثه به صورت زنده از تلویزیون پخش شد.
جسد باریو به شهر زادگاهش آورده شد و در مرکز ورزشی محلی، سالن تسلیتی برای عرض تسلیت برپا شد. مراسم تدفین باریو در سپولودا، سگویا با حضور گستردهٔ مردم، از جمله مقامات، گاوبازان و هواداران برگزار شد.
پس از مرگ باریو، بسیاری از مدافعان حقوق حیوانات و مخالفان گاوبازی پیام‌هایی منتشر کردند که ممکن است جرم محسوب شود و به همین دلیل «بنیاد گاو مبارز لیدیا» ("بنیاد گاو مبارز") و خانوادهٔ ویکتور باریو علیه پیام‌هایی که توهین‌آمیز و افترا آمیز می‌دانستند، اقدام حقوقی کردند. به عنوان نمونه، خانوادهٔ باریو علیه معلمی به نام ویسنت بلنگر شکایت کردند که گفته بود در حساب کاربری خود در فیسبوک آرزو دارد همان سرنوشت (یعنی مرگ) برای همهٔ بستگان باریو اتفاق بیفتد.
در ۴ سپتامبر ۲۰۱۶، یک کوریدا به افتخار باریو در میدان گاوبازی والادولید برگزار شد. گاوها از گله‌های خوآن پدرو دومک، نونز دل کووویلو، زالدویندو، دومینگو هرناندز و ویکتوریانو دل ریو تأمین شدند و توسط خوان خوزه پادیلا، خوزه توماس، مورانته د لا پوئبلا، جولیان لوپز اسکوبار ("ال جولی")، مانزانارس ایجو و آلخاندرو تالوانته کشته شدند.
در سال ۲۰۱۷، یک پلاک در میدان گاوبازی والدموریو، در محلی که باریو به عنوان نولویرو و ماتادور با شانه‌های باز حمل شده بود، رونمایی شد. همچنین در میدان گاوبازی تروئل، کاشی‌ای به افتخار گاوباز با بال‌های فرشتهٔ نگهبان تزئین شده بود. در ۲۰۲۱، موزاییک سرامیکی به یاد باریو در لاس ونتاس، درست در کنار دروازهٔ بزرگ رونمایی شد. هنرمند آن لوییس گوردیو بود.